# L’Orestie d’Eschyle

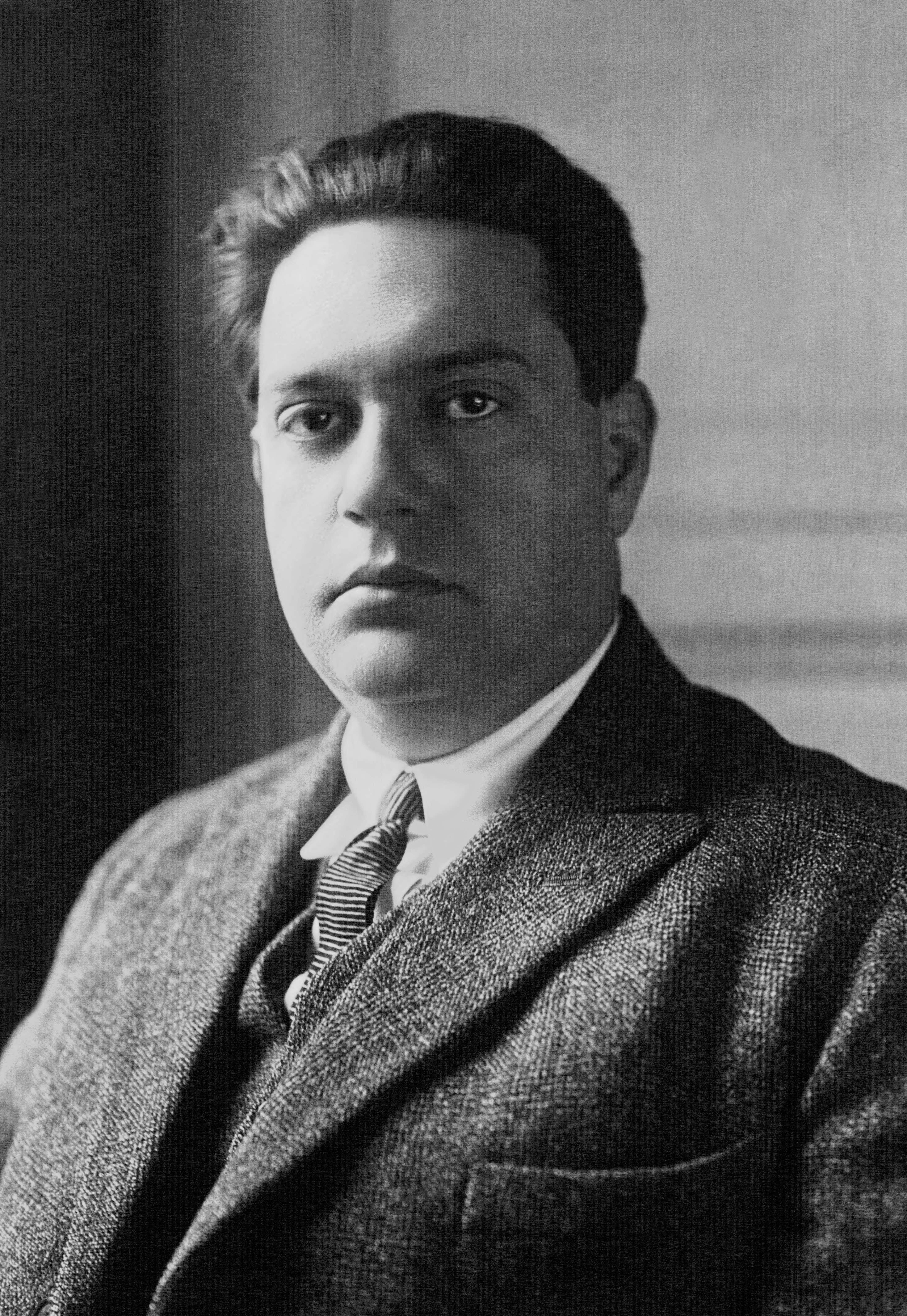
Darius Milhaud

L'Orestie d'Eschyle (Aiskylos Orestien) är en operatetralogi med musik av Darius Milhaud och text av Paul Claudel efter Aiskylos trilogi Orestien.
Tetralogin består av:
- Agamemnon, drama i en scen med musik (uruppförd konsertant den 16 april 1927 i Paris): som handlar om hur Klytaimnestra dödar Agamemnon som hämnd för att han offrat deras dotter Ifigenia.
- Les Choéphores, teatermusik i sju scener (De gravoffrande) (uruppförd konsertant den 8 mars 1927 i Bryssel): som skildrar hur Orestes hämnas Agamemnons död genom att döda modern Klytaimnestra och hennes älskare Aigisthos men blir förföljd av erinyerna.
- Les Euménides, opera i tre akter (Eumeniderna) (uruppförd den 27 november 1927 i Antwerpen): där gudarna grips av medlidande med Orestes för hans öde och förvandlar erinyerna till de välvilliga eumeniderna.

Hela trilogin uruppfördes den 24 april 1963 på Deutsche Oper Berlin.

## Historia
Milhaud började skriva 1913 och arbetade på trilogin i tio år. Han ändrade på förhållandet mellan text och musik så att man närmast måste beteckna den första delen som skådespelsmusik medan den sista är genomkomponerad opera. I Agamemnon förekommer ingen musik förrän Klytaimnestra kommer ut från palatset för att möta de äldste. I Les Choéphores ansåg Claudel att våldsamheten i två av scenerna krävde någonting mellan tal och sång. Milhauds lösning blev att förena deklamering med körrecitativ och ostämda slagverk.